# Freemake Video Downloader
Freemake Video Downloader è un gestore di download freeware sviluppato da Ellora Assets Corporation. Il programma è progettato per scaricare video FLV, MP4 e in formati WebM o 3GP incorporati in qualsiasi sito web (inclusi, tra tutti, YouTube, Facebook, Dailymotion, Vimeo, Veoh e Metacafe). Dalla schermata del software è possibile scegliere il formato e la qualità del video da un elenco che fornisce tutte le qualità video disponibili per il download ed è in grado di convertire i video scaricati in diversi formati, inclusi i formati progettati per i dispositivi mobili iPod, iPhone, PlayStation, e Android.

## Caratteristiche
Freemake Video Downloader permette di scaricare video caricati online su portali come YouTube, Facebook, Google Video, Vevo, MTV Music, Dailymotion, Vimeo, Veoh, Break, Stupidvideos, Liveleak, Photobucket, MyVideo.de, e Nicovideo.jp. Il programma permette di scaricare video con risoluzione 4096p, 1080p, 720p, 480p, 360p, e 240p . Il programma permette di scaricare video privati dal proprio account Facebook, inserendo le credenziali del social network nel programma. È possibile utilizzare Freemake Video Downloader con l'uso dei server proxy, opzione inclusa nel programma.

## Versione 2.0
La versione 2.0 è un aggiornamento importante che integra il supporto dei video da Hulu, ComedyCentral, SouthParkStudios, e dai siti web di MTV. Il software aggiunge anche la possibilità di estrarre le tracce audio dai video e permette di convertire video in più formati video e audio, anche per dispositivi multimediali. La versione 2.1 resa disponibile nel marzo 2011 contiene una serie di nuove caratteristiche, tra cui la modalità di controllo parentale così da bloccare il download da siti per adulti.

## OpenCandy
Il programma di installazione per Windows usa OpenCandy, un software per la pubblicità. OpenCandy è considerato come adware e non è necessario per Freemake, pertanto è consigliabile non installarlo.